# حسین‌آباد (چایپاره)
حسین‌آباد، روستایی است از توابع بخش حاجیلار شهرستان چایپاره در استان آذربایجان غربی ایران.

## جمعیت
این روستا در دهستان حاجیلار شمالی قرار داشته و بر اساس سرشماری سال ۱۳۸۵ جمعیت آن ۱۷۷نفر (۳۵ خانوار) 
بوده است.